# Хуан Карлос Агілера
Карлос Агілера Мартін (ісп. Carlos Aguilera Martín, нар. 22 травня 1969, Мадрид) — іспанський футболіст, захисник.
Насамперед відомий виступами за мадридський «Атлетіко» та національну збірну Іспанії.

## Клубна кар'єра
Вихованець футбольної школи клубу «Атлетіко» (Мадрид).
У дорослому футболі дебютував 1987 року виступами за другу команду мадридського клубу, в якій провів один сезон.
Своєю грою за команду дублерів привернув увагу представників тренерського головної команди «Атлетіко», до складу якої приєднався 1988 року. Відіграв за мадридський клуб наступні п'ять сезонів своєї ігрової кар'єри.
Протягом 1993—1996 років захищав кольори команди клубу «Тенерифе».
1996 року повернувся до клубу «Атлетіко», за який відіграв ще 9 сезонів. Більшість часу, проведеного у складі «Атлетіко», був основним гравцем захисту команди. Завершив професійну кар'єру футболіста виступами за команду «Атлетіко» (Мадрид) у 2005 році

## Виступи за збірні
Протягом 1989—1990 років залучався до складу молодіжної збірної Іспанії. На молодіжному рівні зіграв у 5 офіційних матчах.
1997 року дебютував в офіційних матчах у складі національної збірної Іспанії. Протягом кар'єри у національній команді, яка тривала усього 2 роки, провів у формі головної команди країни 7 матчів.
У складі збірної був учасником чемпіонату світу 1998 року у Франції.

## Титули і досягнення
- Володар Кубка Іспанії з футболу (2):

«Атлетіко Мадрид»: 1990-91, 1991-92